# سیارک ۱۸۷۰۴
سیارک ۱۸۷۰۴ (به انگلیسی: 18704 Brychristian، نامگذاری:1998HF87) هجده هزار و هفتصد و چهارمین سیارک کشف شده‌است که در ۲۱ آوریل ۱۹۹۸ کشف شد.
قدر مطلق سیارک برابر ۲۰.۴ است.